# Пералта (Нью-Мексико)
Пералта (англ. Peralta) — місто (англ. town) в США, в окрузі Валенсія штату Нью-Мексико. Населення — 3342 особи (2020).

## Географія
Пералта розташована за координатами 34°49′41″ пн. ш. 106°41′11″ зх. д. / 34.82806° пн. ш. 106.68639° зх. д. (34.828177, -106.686337).  За даними Бюро перепису населення США в 2010 році місто мало площу 11,56 км², уся площа — суходіл.

## Демографія
Згідно з переписом 2010 року, у місті мешкало 3660 осіб у 1370 домогосподарствах у складі 1023 родин. Густота населення становила 317 осіб/км².  Було 1481 помешкання (128/км²).
Расовий склад населення:
| - 76,0 % — білих - 2,5 % — корінних американців - 0,9 % — чорних або афроамериканців - 0,2 % — азіатів - 15,9 % — осіб інших рас |

До двох чи більше рас належало 4,4 %. Частка іспаномовних становила 54,5 % від усіх жителів.
За віковим діапазоном населення розподілялося таким чином: 23,1 % — особи молодші 18 років, 61,5 % — особи у віці 18—64 років, 15,4 % — особи у віці 65 років та старші. Медіана віку мешканця становила 43,5 року. На 100 осіб жіночої статі у місті припадало 100,3 чоловіків;  на 100 жінок у віці від 18 років та старших — 99,7 чоловіків також старших 18 років.
Середній дохід на одне домашнє господарство  становив 59 125 доларів США (медіана — 49 877), а середній дохід на одну сім'ю — 69 172 долари (медіана — 59 737). За межею бідності перебувало 16,1 % осіб, у тому числі 14,3 % дітей у віці до 18 років та 10,4 % осіб у віці 65 років та старших.
Цивільне працевлаштоване населення становило 1407 осіб. Основні галузі зайнятості: освіта, охорона здоров'я та соціальна допомога — 40,9 %, оптова торгівля — 10,6 %, науковці, спеціалісти, менеджери — 9,5 %, будівництво — 9,2 %.